# Sixten Jernbergs stipendium
Sixten Jernbergs stipendium är ett stipendium för idrottare, det instiftades av den svenska längdskidåkaren Sixten Jernberg kort före hans död 2012.
Stipendiet delas ut av Sixten Jernbergs stiftelse. Första gången det delades ut var 2014, och tilldelades då längdskidåkaren Johan Olsson.
Stipendiet delas ut oregelbundet när stiftelsen bedömer att det finns en lämplig mottagare. Andra gången det delades ut var 2019 och då till längdskidåkaren och skidskytten Stina Nilsson.

## Mottagare
- 2014 - Johan Olsson
- 2019 - Stina Nilsson

## Sixten Jernbergs stiftelse
Jernberg bildade kort före sin bortgång Sixten Jernbergs stiftelse för att stödja och inspirera idrottsutövare. Stiftelsen ansvarar för utdelningen av Sixten Jernbergs stipendium.
Utöver stipendieverksamheten ska stiftelsen enligt stiftelseförordnandet bland annat ha hand om Jernbergs prissamling samt äger rätten till dennes namn. Vid bildandet hade stiftelsen ett kontant kapital om 75 000 kronor som kom från Jernberg själv. Stiftelsen har sedan dess samlat in ytterligare medel genom bland annat gåvor.